# Kanasavadi, Dod Ballapur
Kanasavadi là một làng thuộc tehsil Dod Ballapur, huyện Bangalore Rural, bang Karnataka, Ấn Độ.